# Cipactli

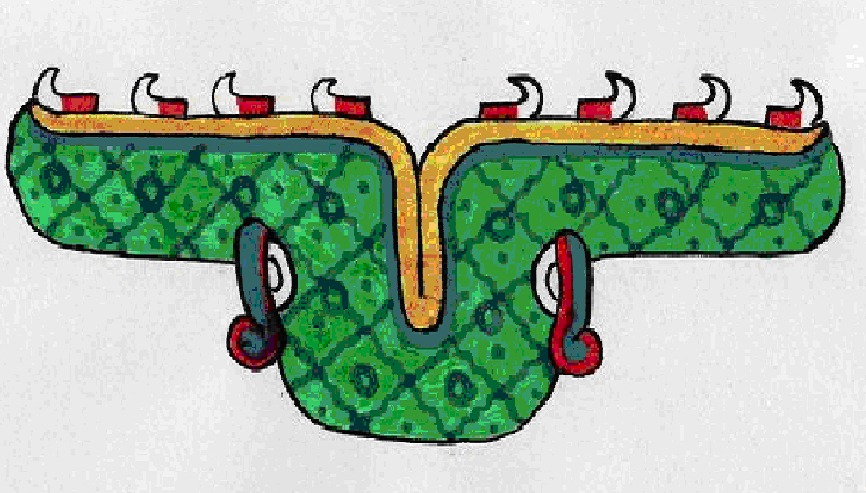
Cipactli

Cipactli (o Zipactli, Zīpactli, Çīpactli), era, secondo la mitologia azteca, un mostro femminile delle acque, in parte coccodrillo ed in parte pesce o alternativamente in parte coccodrillo e in parte donna, il cui glifo sta a raffigurare il primo segno dell'anno. 
Un celebre mito Azteco narra che Quetzalcohuātl e Tēzcatlīpōca usarono il suo corpo per creare la Terra. I due fratelli diedero battaglia al mostro, che mangiò un piede di Tēzcatlīpōca. Il Dio viene pertanto raffigurato con un solo piede, e al posto dell'altro piede si vedono le ossa sporgenti e, spesso, uno specchio.
A seconda delle versioni, i due fratelli si trasformarono in serpenti e la tirarono da entrambi i lati spezzandola in due, oppure il solo Quetzalcohuātl le trapanò il ventre, dividendola in due. La terribile sofferenza di Zīpactli fu placata quando gli Dèi sparsero il loro sangue sul corpo della Dèa, cosicché i capelli diventassero vegetazione, gli occhi piangenti diventassero fonti e cascate, le narici caverne, la bocca l'entrata nell'Oltretomba o Mīctlān e l'ombelico il centro del mondo. In alcune versioni del mito, l'umanità fu creata per soddisfare il desiderio di carne e sangue di Zīpactli.